# Callerya
Callerya Endlicher – rodzaj roślin z rodziny bobowatych (Fabaceae). Według The Plant List obejmuje co najmniej 33 gatunki. 

## Systematyka
Pozycja według APweb (aktualizowany system APG III z 2009)
Jeden z rodzajów plemienia Millettieae z podrodziny bobowatych właściwych (Faboideae) z rodziny bobowatych (Fabaceae) należącej do rzędu bobowców (Fabales) reprezentującego dwuliścienne właściwe.
Wykaz gatunków
| - Callerya atropurpurea (Wall.) Schot - Callerya australis (Endl.) Schot - Callerya bonatiana (Pamp.) P.K.Lôc - Callerya championii (Benth.) X.Y. Zhu - Callerya cinerea (Benth.) Schot - Callerya cochinchinensis (Gagnep.) A. Schott - Callerya congestiflora (T.C. Chen) Z. Wei & Pedley - Callerya dasyphylla (Miq.) Schot - Callerya dielsiana (Harms) P.K. Loc ex Z. Wei & Pedley - Callerya dorwardii (Collett & Hemsl.) Z. Wei & Pedley - Callerya eriantha (Benth.) Schot - Callerya eurybotrya (Drake) A. Schott - Callerya fordii (Dunn) Schot - Callerya gentiliana (H. Lév.) Z. Wei & Pedley - Callerya kiangsiensis (Z. Wei) Z. Wei & Pedley - Callerya kityana (W. G. Craib) A. Schott - Callerya lantsangensis (Z. Wei) H. Sun | - Callerya longipedunculata (Z. Wei) X.Y. Zhu - Callerya megasperma (F.Muell.) Schot - Callerya nieuwenhuisii (J.J.Sm.) Schot - Callerya nitida (Benth.) R.Geesink - Callerya oosperma (Dunn) Z. Wei & Pedley - Callerya pachyloba (Drake) H. Sun - Callerya pilipes (Bailey) Schot - Callerya reticulata (Benth.) Schot - Callerya scandens (Dunn) Schot - Callerya sericosema (Hance) Z. Wei & Pedley - Callerya speciosa (Champ.) Schot - Callerya sphaerosperma (Z. Wei) Z. Wei & Pedley - Callerya strobilifera Schott - Callerya sumatrana (Merr.) Schot - Callerya tsui (F.P. Metcalf) Z. Wei & Pedley - Callerya vasta (Kosterm.) Schot |